# 5726 Rubin
5726 Rubin (1988 BN2) là một tiểu hành tinh vành đai chính được phát hiện ngày 24 tháng 1 năm 1988 bởi C. S. Shoemaker ở Palomar.